# 18e étape du Tour de France 2011
Pour un article plus général, voir Tour de France 2011.
La 18e étape du Tour de France 2011 s'est déroulée le jeudi 21 juillet 2011. Elle est partie de Pignerol dans le Piémont en Italie et est arrivée au col du Galibier sur le versant de Serre Chevalier dans les Hautes-Alpes. L'arrivée au Galibier (2 642 m) est la plus haute arrivée de l'histoire du Tour dépassant celle réalisée lors de la dix-septième étape de l'édition 1986 au col du Granon (2 413 m), col également situé dans la vallée de la Guisane.
Cette étape est gagnée par le Luxembourgeois Andy Schleck, à la suite d'une longue échappée, à plus de deux minutes devant son frère Fränk. Thomas Voeckler garde la tête du classement général devant les frères Schleck, à 15 secondes d'Andy et 1 minute 8 secondes de Fränk Schleck. 89 coureurs sont arrivés hors délais avant d'être repêchés.

## Profil de l'étape
La 18e étape relie Pinerolo (Italie) au col du Galibier - Serre-Chevalier (Hautes-Alpes). Le départ est donné d'Italie à 355 m d'altitude et l'arrivée est tracée au quatrième plus haut col routier des Alpes de France à 2 645 m d'altitude. L'étape comporte trois difficultés répertoriées, toutes classées hors-catégorie : le col Agnel (km 107), le col d'Izoard (km 145,5) et le col du Galibier (km 200,5). Les coureurs rentrent en France au col Agnel.
2011 est le centenaire du Galibier, escaladé par les coureurs pour la première fois en 1911. Le Tour escalade une seconde fois le Galibier le lendemain lors de la 19e étape du Tour de France 2011, cette fois-ci par le versant savoyard.

## Déroulement de la course
Une échappée de seize coureurs se créée au kilomètre 54, avec : les deux Allemands Marcus Burghardt (BMC Racing) et Danilo Hondo (Lampre-ISD), l'Américain Brent Bookwalter (BMC Racing), le Belge Dries Devenyns (Quick-Step), le Colombien Leonardo Duque (Cofidis), les quatre Espagnols Imanol Erviti (Movistar), Markel Irizar (RadioShack), Rubén Pérez (Euskatel-Euskadi) et Pablo Urtasun (Euskatel-Euskadi), les deux Français Mickaël Delage (FDJ) et Anthony Delaplace (Saur-Sojasun), le Kazakh Maxim Iglinskiy (Astana), le Lituanien Ramūnas Navardauskas (Garmin-Cervélo), le Néerlandais Maarten Tjallingii (Rabobank) et le Russe Egor Silin (Katusha). Elle est rapidement rejointe par un groupe de quatre coureurs : le Belge Maxime Monfort (Leopard-Trek), l'Irlandais Nicolas Roche (AG2R) et les deux Néerlandais Johnny Hoogerland (Vacansoleil-DCM) et Joost Posthuma (Leopard-Trek).
Maxim Iglinskiy passe en tête au col Agnel (2 744 m), devant Johnny Hoogerland, avec une avance de 5 min 34 s sur le peloton. Peu après être passé à Brunissard, sur les pentes du col d'Izoard, Andy Schleck décide de faire rouler ses coéquipiers Jens Voigt et Stuart O'Grady, avant de partir en solitaire à 60 kilomètres de l'arrivée. Maxim Iglinskiy franchit en tête le col d'Izoard devant Nicolas Roche et Maxime Monfort qui ralentissent pour attendre leur leader Andy Schleck. Ce dernier passe au sommet avec une avance de 2 min 15 s sur le groupe Maillot Jaune. À 30 km de l'arrivée, à Saint-Chaffrey au pied du col du Lautaret (et donc du Galibier), l'échappée qui n'est plus composée que de six coureurs ne possède plus que trois minutes d'avance sur peloton, on y retrouve alors : Andy Schleck, Maxim Iglinskiy, Maxime Monfort, Nicolas Roche, Dries Devenyns et Egor Silin. À 10 kilomètres de l'arrivée, Nicolas Roche craque, tandis qu'Andy Schleck et Maxim Iglinskiy continuent à résister au groupe Maillot Jaune. Dans la montée du Lautaret, Cadel Evans prend ses responsabilités pour ne pas perdre sa deuxième place au classement général et emmène la poursuite derrière le Luxembourgeois. Ce dernier se retrouve seul au passage du col du Lautaret. Derrière, Samuel Sánchez puis Alberto Contador se retrouvent distancés par le groupe Maillot Jaune.
Le Luxembourgeois Andy Schleck remporte l'étape au Galibier et réalise là une formidable démonstration de force, avec à la clé une des plus belles chevauchées de l'histoire du cyclisme et une seconde place inespérée au classement général. Parti dans les derniers hectomètres, son frère Fränk Schleck, arrive second avec huit secondes d'avance sur Cadel Evans, qui arrive avec 2 min 14 s de retard sur le vainqueur du jour. Ivan Basso passe ensuite la ligne à 2 min 16 s, puis Thomas Voeckler à 2 min 18 s. Le Français conserve son Maillot Jaune pour seulement quinze petites secondes. Jelle Vanendert garde son maillot de meilleur grimpeur avec deux points d'avance sur Samuel Sánchez et quatre points sur Andy Schleck, tandis que Rein Taaramäe prend le maillot du meilleur jeune à Rigoberto Urán. Mark Cavendish garde son Maillot vert, malgré une journée très difficile pour les sprinteurs. Les délais d'élimination sont fixés à 33 min 7 s. 79 coureurs entrent dans les délais alors que 89 coureurs n'y parviennent pas. Ces derniers, dans lequel on retrouve notamment l'Australien Richie Porte, sont repêchés par le jury des commissaires. Comme le règlement le stipule, ils écopent d'une pénalité équivalente au nombre de points récompensant le vainqueur du jour. Les coureurs subissant un retrait de vingt points au classement par points, plusieurs terminent donc le Tour avec un cumul négatif.

## Sprints
| Premier     | Leonardo Duque       | 20 pts. |
| Deuxième    | Joost Posthuma       | 17 pts. |
| Troisième   | Anthony Delaplace    | 15 pts. |
| Quatrième   | Dries Devenyns       | 13 pts. |
| Cinquième   | Maarten Tjallingii   | 11 pts. |
| Sixième     | Brent Bookwalter     | 10 pts. |
| Septième    | Markel Irizar        | 9 pts.  |
| Huitième    | Imanol Erviti        | 8 pts.  |
| Neuvième    | Danilo Hondo         | 7 pts.  |
| Dixième     | Ramūnas Navardauskas | 6 pts.  |
| Onzième     | Rubén Pérez          | 5 pts.  |
| Douzième    | Pablo Urtasun        | 4 pts.  |
| Treizième   | Maxim Iglinskiy      | 3 pts.  |
| Quatorzième | Maxime Monfort       | 2 pts.  |
| Quinzième   | Nicolas Roche        | 1 pt.   |

| Premier     | Andy Schleck          | 20 pts. |
| Deuxième    | Fränk Schleck         | 17 pts. |
| Troisième   | Cadel Evans           | 15 pts. |
| Quatrième   | Ivan Basso            | 13 pts. |
| Cinquième   | Thomas Voeckler       | 11 pts. |
| Sixième     | Pierre Rolland        | 10 pts. |
| Septième    | Damiano Cunego        | 9 pts.  |
| Huitième    | Rein Taaramäe         | 8 pts.  |
| Neuvième    | Tom Danielson         | 7 pts.  |
| Dixième     | Ryder Hesjedal        | 6 pts.  |
| Onzième     | Maxim Iglinskiy       | 5 pts.  |
| Douzième    | Christian Vande Velde | 4 pts.  |
| Treizième   | Haimar Zubeldia       | 3 pts.  |
| Quatorzième | Jelle Vanendert       | 2 pts.  |
| Quinzième   | Alberto Contador      | 1 pt.   |

## Côtes

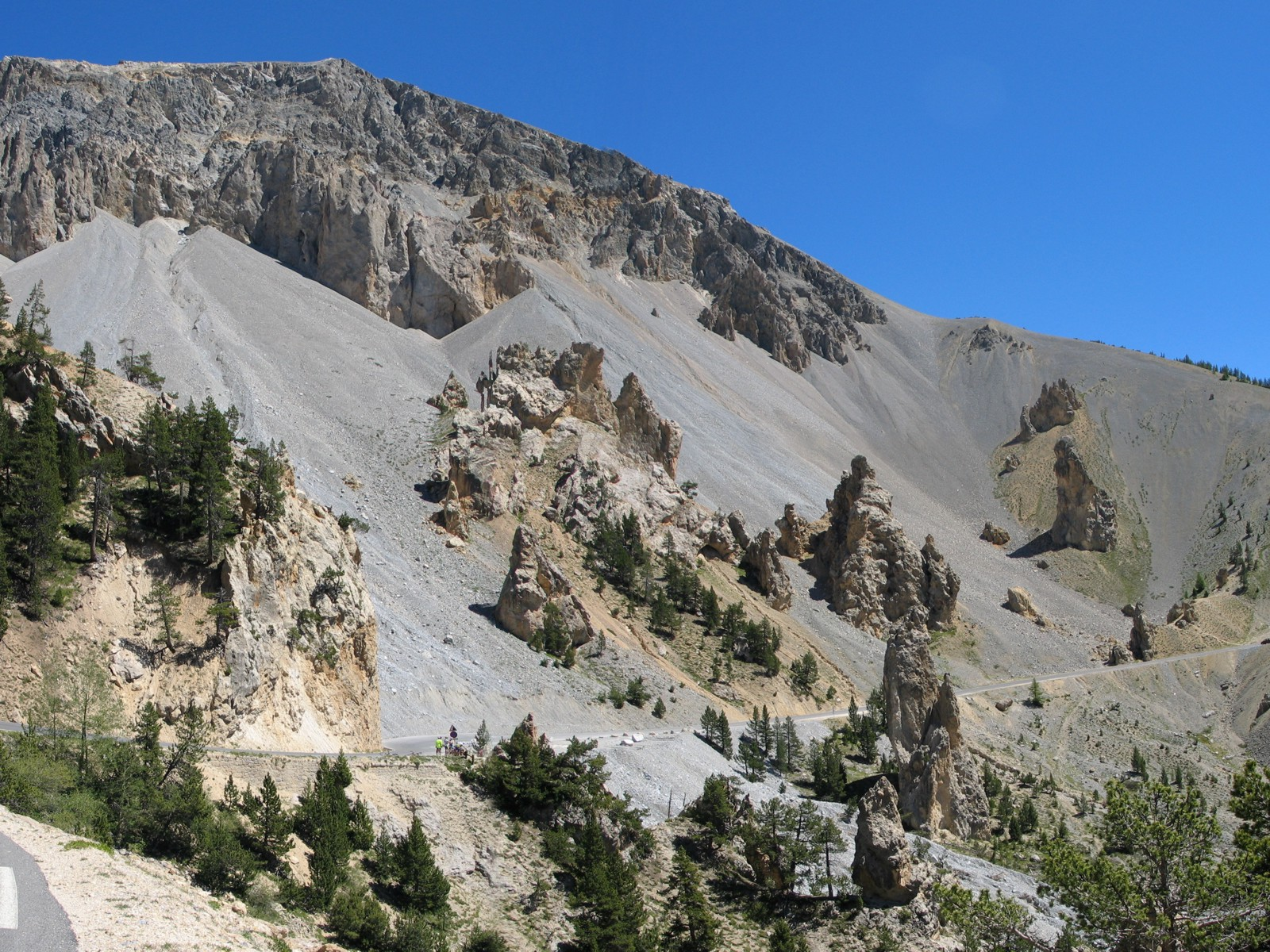
La Casse Déserte (Izoard)

| Premier   | Maxim Iglinskiy   | 20 pts |
| Deuxième  | Johnny Hoogerland | 16 pts |
| Troisième | Dries Devenyns    | 12 pts |
| Quatrième | Maxime Monfort    | 8 pts  |
| Cinquième | Pablo Urtasun     | 4 pts  |
| Sixième   | Egor Silin        | 2 pts  |

| Premier   | Maxim Iglinskiy | 20 pts |
| Deuxième  | Nicolas Roche   | 16 pts |
| Troisième | Maxime Monfort  | 12 pts |
| Quatrième | Dries Devenyns  | 8 pts  |
| Cinquième | Egor Silin      | 4 pts  |
| Sixième   | Andy Schleck    | 2 pts  |

| - 3. Col du Galibier, Hors-catégorie (kilomètre 200,5) \| Premier \| Andy Schleck \| 40 pts \| \| Deuxième \| Fränk Schleck \| 32 pts \| \| Troisième \| Cadel Evans \| 24 pts \| \| Quatrième \| Ivan Basso \| 16 pts \| \| Cinquième \| Thomas Voeckler \| 8 pts \| \| Sixième \| Pierre Roland \| 4 pts \| |                 |        |
| Premier | Andy Schleck    | 40 pts |
| Deuxième | Fränk Schleck   | 32 pts |
| Troisième | Cadel Evans     | 24 pts |
| Quatrième | Ivan Basso      | 16 pts |
| Cinquième | Thomas Voeckler | 8 pts  |
| Sixième | Pierre Roland   | 4 pts  |

## Classement de l'étape
|    | Coureur         | Pays       | Équipe              |    | Temps           |
| -- | --------------- | ---------- | ------------------- | -- | --------------- |
| 1  | Andy Schleck    | Luxembourg | Leopard-Trek        | en | 6 h 07 min 56 s |
| 2  | Fränk Schleck   | Luxembourg | Leopard-Trek        | +  | 2 min 07 s      |
| 3  | Cadel Evans     | Australie  | BMC Racing          |    | 2 min 15 s      |
| 4  | Ivan Basso      | Italie     | Liquigas-Cannondale |    | 2 min 18 s      |
| 5  | Thomas Voeckler | France     | Europcar            |    | 2 min 21 s      |
| 6  | Pierre Rolland  | France     | Europcar            |    | 2 min 27 s      |
| 7  | Damiano Cunego  | Italie     | Lampre-ISD          |    | 2 min 33 s      |
| 8  | Rein Taaramäe   | Estonie    | Cofidis             |    | 3 min 22 s      |
| 9  | Tom Danielson   | États-Unis | Garmin-Cervélo      |    | 3 min 25 s      |
| 10 | Ryder Hesjedal  | Canada     | Garmin-Cervélo      |    | 3 min 31 s      |

## Classement général
|    | Coureur                | Pays       | Équipe              | Temps | Temps            |
| -- | ---------------------- | ---------- | ------------------- | ----- | ---------------- |
| 1  | Thomas Voeckler        | France     | Europcar            | en    | 79 h 34 min 06 s |
| 2  | Andy Schleck           | Luxembourg | Leopard-Trek        | +     | 15 s             |
| 3  | Fränk Schleck          | Luxembourg | Leopard-Trek        |       | 1 min 08 s       |
| 4  | Cadel Evans            | Australie  | BMC Racing          |       | 1 min 12 s       |
| 5  | Damiano Cunego         | Italie     | Lampre-ISD          |       | 3 min 46 s       |
| 6  | Ivan Basso             | Italie     | Liquigas-Cannondale |       | 3 min 46 s       |
| 7  | Alberto Contador       | Espagne    | Saxo Bank-SunGard   |       | 4 min 44 s       |
| 8  | Samuel Sánchez         | Espagne    | Euskaltel-Euskadi   |       | 5 min 20 s       |
| 9  | Tom Danielson          | États-Unis | Garmin-Cervélo      |       | 7 min 08 s       |
| 10 | Jean-Christophe Péraud | France     | AG2R La Mondiale    |       | 9 min 27 s       |

## Classements annexes

### Classement par points
|   | Cycliste           | Pays        | Équipe             | Points |
| - | ------------------ | ----------- | ------------------ | ------ |
| 1 | Mark Cavendish     | Royaume-Uni | HTC-Highroad       | 300    |
| 2 | José Joaquín Rojas | Espagne     | Movistar           | 285    |
| 3 | Philippe Gilbert   | Belgique    | Omega Pharma-Lotto | 230    |

- Étant arrivés hors-délais avec le gruppetto, Mark Cavendish & Philippe Gilbert ont tout de même été repêchés mais ont eu 20 points de pénalité.

### Classement du meilleur grimpeur
|   | Cycliste        | Pays       | Équipe             | Points |
| - | --------------- | ---------- | ------------------ | ------ |
| 1 | Jelle Vanendert | Belgique   | Omega Pharma-Lotto | 74     |
| 2 | Samuel Sánchez  | Espagne    | Euskaltel-Euskadi  | 72     |
| 3 | Andy Schleck    | Luxembourg | Leopard-Trek       | 70     |

### Classement du meilleur jeune
|   | Cycliste       | Pays     | Équipe   | Temps | Temps            |
| - | -------------- | -------- | -------- | ----- | ---------------- |
| 1 | Rein Taaramäe  | Estonie  | Cofidis  | en    | 79 h 43 min 42 s |
| 2 | Pierre Rolland | France   | Europcar | +     | 33 s             |
| 3 | Rigoberto Urán | Colombie | Sky      |       | 3 min 10 s       |

### Classement par équipes
|   | Équipe            | Pays       | Temps | Temps             |
| - | ----------------- | ---------- | ----- | ----------------- |
| 1 | Garmin-Cervélo    | États-Unis | en    | 238 h 16 min 08 s |
| 2 | AG2R La Mondiale  | France     | +     | 10 min 30 s       |
| 3 | Team Leopard-Trek | Luxembourg |       | 11 min 06 s       |

## Abandon
- Leonardo Bertagnolli (Lampre-ISD) : abandon